# Kaldet
Kaldet er en dansk kortfilm fra 2020 instrueret af Christian Bengtson.

## Handling
Peter deltager ved sin søns konfirmation ved plejefamilien. Hans søn, Jonas, har været i pleje det meste af sit liv, da Peter ikke selv har været i stand til at tage sig af ham grundet hans alkoholproblem. Til konfirmationen er Peter vidne til al den kærlighed og de materielle ting Jonas får af sin plejefamilie – ting som Peter aldrig selv har været i stand til at give ham. Til sidst bliver det hele for meget for Peter, som aldrig formår at give Jonas sin gave, da han ender med at forlade festen. Senere samme aften er Peter tilbage på sin stambar, da Jonas ringer og fortæller, at han godt kunne tænke sig at se mere til Peter i fremtiden. Selvom Peter prøver at skjule det, kan Jonas høre på sin far, at han har drukket.

## Medvirkende
- Joen Højerslev, Peter
- Elliot Højerslev, Jonas
- Henrik Birch, Plejefar
- Louise Beck, Plejemor